# Glory Glory
Glory Glory ist ein britischer Western von Paul Matthews aus dem Jahr 2002. Im deutschen Sprachraum wurde Glory Glory bislang nicht gezeigt.

## Handlung
In den letzten Tagen des Amerikanischen Bürgerkrieges plündern versprengte Rebellen das Städtchen Silver Creek, vergewaltigen die Frauen und töten deren Männer. Zwei der Frauen, Hannah und die Witwe Wilson, die auch ihren vierjährigen Sohn verloren hat, gründen, nachdem sie die Marodeure erschossen haben, daraufhin eine Bande weiblicher Gesetzloser, die Banken überfällt und den Verdacht auf Männer lenkt, als die sie sich dabei verkleiden. Als eine Gruppe sie trotzdem einmal verfolgt, halten sie diese mit ihren weiblichen Reizen in Atem und schießen sie anschließend nieder.
Eines Tages treffen sie auf den Sohn eines von ihnen getöteten Generals, Wes, der mit einigen Freunden selbst auf Rache aus ist und es auf die Lohnzahlungen der Armee abgesehen hat, die in Silver Creek eintreffen. Die Frauen haben sich derweil dort als Saloonmädchen eingefunden. Hannah verliebt sich in Wes, was ihrer lesbischen Beziehung Ellie missfällt; Witwe Wilson trifft sich mit Jack. Während des Überfalls auf die Geldladung gibt sich Ellie zu erkennen, um Hannah dadurch auch zur Flucht aus der Stadt zu zwingen. Diese wurde beim Kampf jedoch verwundet. Die Männer erkennen, dass die Frauen, die sie lieben, dieselben sind, hinter denen sie herjagten.

## Kritik
Obwohl es eine Ansammlung wilder Schönheiten gibt, nutzt der Film diese Möglichkeiten nicht unnötig aus; es handelt sich um einen direkten Galopp durch das Thema Gerechtigkeit, so movies.tvguide.

## Bemerkungen
In den USA erhielt der Film den Titel Hooded Angels.